# Tetragnatha irridescens
Tetragnatha irridescens este o specie de păianjeni din genul Tetragnatha, familia Tetragnathidae, descrisă de Stoliczka, 1869. Conform Catalogue of Life specia Tetragnatha irridescens nu are subspecii cunoscute.